# Sven Nielsen
Pour les articles homonymes, voir Nielsen.
Cet article possède un paronyme, voir Svend Nielsen.
Sven Nielsen, né le 13 novembre 1901 à Ølgod et mort le 30 décembre 1976 à Paris, est un éditeur français d'origine danoise, créateur de la maison d'édition des Presses de la Cité et ami de Georges Simenon.

## Biographie
Fils et petit-fils de libraire et de papetier, Sven Nielsen arrive à Paris en 1924 et travaille dans le secteur de l'exportation spécialisée en livres français. En 1926, il lance les Messageries du livre, situées 27 rue de Seine, lesquelles publient, en plus de leurs activités de distribution de livre français à l'étranger, quelques ouvrages d'auteurs contemporains. Parrainé par Bernard Grasset, il est admis en décembre 1940 au Syndicat des Éditeurs. 
Durant l'Occupation, et mise à part son activité d'importation de pâte à papier depuis la Scandinavie, Nielsen publie très peu, éditant seulement quelques ouvrages d'art assez luxueux d'après des textes classiques dont La Religieuse de Diderot illustré par Victor Lhuer. En 1942, il rachète les Éditions Albert Ier, rebaptisée en 1944 Les Presses de la Cité et lance la collection « Cosmopolis » spécialisée dans le polar traduit d'auteurs étrangers et comportant des couvertures illustrées extrêmement aguicheuses. 
Sorti en janvier 1945, le premier volume s'intitule Traqué. Il est signé de l'auteur norvégien Arthur Omre mais surtout, il est préfacé par Georges Simenon. C'est le début d'une longue collaboration entre l'écrivain et Nielsen, qui se fera au détriment de Gallimard. En 1947, Simenon cède aux Presses de la Cité l'ensemble des droits d'exploitation littéraires de son œuvre. En octobre 1946, Trois chambres à Manhattan sort aux Presses : c'est le 46e livre publié par Nielsen et c'est dorénavant son numéro porte-bonheur. Jusqu'en 1981, les Presses publieront 141 livres inédits de Simenon pour un tirage moyen de 300 000 exemplaires.
À partir de 1949, Nielsen peut s'offrir une foules d'auteurs à succès qu'il invite à rejoindre Les Presses : Maurice Genevoix, Henri Queffelec, André Castelot, Cécil Saint-Laurent génèrent quantités de succès d'édition.
De 1958 à 1965, Nielsen passe à la vitesse supérieure et acquiert d'abord les éditions Amiot-Dumont (ex-Le Livre contemporain), puis la Librairie académique Perrin, G. P. Rouge et Or, Solar, Fleuve noir, Plon, Julliard, les Éditions du Rocher, Jean-Jacques Pauvert. En 1962, son fils Claude Nielsen lance Presses Pocket. 
Les Presses de la Cité sont désormais un groupe, le chiffre d'affaires global est de 90 millions de francs. En 1965, l'Union financière de Paris, une holding d'investissements dirigée par Thierry de Clermont-Tonnerre, Jacques du Closel, Olivier de La Baume et Sacha Guéronik, acquiert d'abord une minorité de contrôle. Par la structure baptisée Union générale d'édition (U.G.E.), qui comprend 10/18, ils prennent une majorité des parts dans le capital des Presses en avril 1965, mais laisseront Sven Nielsen aux commandes jusqu'à sa mort, en 1976.
Son indépendance est telle qu'il peut aider Christian Bourgois, alors directeur de 10/18, à lancer sa propre maison, au cours de l'année 1965. Par ailleurs, c'est lui qui permet le rapprochement en 1970 avec Bertelsmann, tandis que Hachette se retire, afin de créer le club France Loisirs. 
Il meurt à son domicile, 15 quai Voltaire à Paris.
Son fils, Claude Nielsen, prend la direction des Presses en 1977.

## Distinctions
- Chevalier de la Légion d'honneur (1965).